# El Pueblo (Arequipa)
El Pueblo es un periódico peruano de distribución regional. Creado en año viejo de 1904, en la ciudad de Arequipa, es considerado junto a El Comercio como uno de los diarios en circulación más longevos en la historia del país.

## Historia
Se oficializó el 1 de enero de 1905 por el poeta Edilberto Zegarra Ballón, quien asumió como primer director y gerente corporativo. De línea intelectual liberal e independiente, el diario introdujo su formato linotipos para abaratar costes. Además que su medio se difundió por canillitas, personas que entregaban los diarios a varias personas que para esa época fue inexistente en sus dos competidores locales ya desaparecidos.
Se masificó su difusión a otros departamentos de la zona sur del país. En 1923 se actualiza el formato de impresión dúplex, para incrementar su presentación de 4 a 10 páginas, y se amplió a 20 periodistas en su equipo. Además que contó en la editorial a César Guillermo Corzo, posteriormente director de La Crónica. Desde entonces el medio se dedicó a la difusión de acontecimientos relevantes de la ciudad y sus alrededores por medio de su servicio cablegráfico. Con el reconocimiento del Congreso de la República en 1930 al diario y el director Zegarra por su contribución en el periodismo, este medio se consagró como vicedecano de la prensa nacional.
A mediados del siglo XX asumió Carlos Chirinos Pachec como jefe de redacción. En ese periodo tomó el rol de observador en la historia de su ciudad, cuyos apuntes fueron compartidos por sus similares a nivel internacional.
En 1950 fue vendido a Diarios Asociados SA, del político Juan Pardo Heeren, frente a su futura competencia Correo. En esa década, tras el fallecimiento de Zegarra, asumió al cargo de director Luis Durand Flórez, quien se opuso al gobierno de Velasco Alvarado. En 1963, se distribuyó siete mil copias diarias. En la década de 1970 asume Eduardo Laime Valdivia hasta la inicios del siglo XXI, tiempo en que su tiraje llegó a 70 mil.